# (6502) 1993 XR1
1993 أكس أر 1 (ويعرف أيضًا باسم (6502) 1993 أكس أر 1 وفق تسمية الكوكب الصغير) (بالإنجليزية: 1993 XR1)‏ هو كويكب ضمن حزام الكويكبات؛ وترتيبه 6502 من حيث الاكتشاف.
اكتُشف هذا الجُرم الفلكي بواسطة هيروشي كانيدا في 6 ديسمبر 1993.

## وصلات خارجية
- (6502) 1993 XR1 في قاعدة بيانات مختبر الدفع النفاث لأجرام النظام الشمسي الصغيرة

- الاكتشاف · مخطط المدار ·  العناصر المدارية · المعلمات المادية

- (6502) 1993 XR1 على موقع ويكي سكاي: DSS2, SDSS, GALEX, IRAS, Hydrogen α, X-Ray, Astrophoto, Sky Map, Articles and images